# Calomys tener
Calomys tener és una espècie de mamífer rosegador de la família dels cricètids pròpia de Sud-amèrica. Es coneix al Brasil, l'Argentina i el Paraguai. Segons les anàlisis d'ADN la seva separació de l'espècie Calomys musculinus es produí fa almenys 2 milions d'anys.